# Chrysotrichia tydeus
Chrysotrichia tydeus is een schietmot uit de familie Hydroptilidae. De soort komt voor in het Oriëntaals gebied.